# Lista över frankiska drottningar
Denna lista handlar om Frankerrikets drottningar fram till 987. För de franska drottningarna från och med 987, se lista över Frankrikes regentgemåler.
Det här är en lista över frankiska drottningar. Listan innehåller de personer som var drottningar i Frankerriket, i egenskap av gemål till kungen, från det att riket uppstod ur spillrorna av det romerska riket på 400-talet, till slutet av 900-talet, då capetingerna tog över styret och kungarna istället blev kungar av Frankrike och deras gemåler därmed Frankrikes drottningar.
Eftersom den frankiska lagen alltid krävde att regenten skulle vara manlig har det aldrig funnits någon regerande frankisk drottning, även om vissa kvinnor har styrt som förmyndarregenter. Liksom med de frankiska kungarna är det lite problematiskt att göra en uppställning över de frankiska drottningarna, eftersom riket, enligt gammal germansk sed, ofta delades mellan en härskares söner vid hans död men så småningom förenades och drottningarna följde sina gemålers riken. En annan försvårande omständighet är bruket av polygami i det frankiska samhället, vilket ibland gör det osäkert vem som har varit konkubin, älskarinna, mäträss eller lagvigd hustru. De flesta av de tidiga merovingiska drottningarna är dessutom bara namn – nästan ingenting är med säkerhet känt om dem.
Listan följer listan över de frankiska kungarna i så stor utsträckning som möjligt och listar deras gemåler, från Chlodios första hustru Basina av Thüringen på 400-talet, till Ludvig Lättingens hustru Adelaide av Anjou i slutet av 900-talet. Liksom listan över regenterna följs den av lista över Frankrikes regentgemåler från och med 987. Liksom kungarnas titel ”Frankernas konung” försvann gradvis under 1100- och 1200-talen gjorde drottningarnas ”Frankernas drottning” detsamma under samma period. Även om den sista som bar denna titel var Ludvig den heliges drottning Margareta av Provence och den användes sista gången 1237 går listan alltså bara fram till 900-talets slut.

## De saliska frankernas drottningar
| Namn Svenska · Modern franska                                                         | Bild                                           | Gift med    | Födelse                                                          | Giftermål   | Blev regentgemål | Upphörde att vara regentgemål                    | Död                                        | Källor |
| ------------------------------------------------------------------------------------- | ---------------------------------------------- | ----------- | ---------------------------------------------------------------- | ----------- | ---------------- | ------------------------------------------------ | ------------------------------------------ | ------ |
| Basina av Thüringen Basine                                                            |                                                | Chlodio     | Okänt                                                            | Okänt       | Okänt            | Okänt                                            | Okänt                                      |        |
| Hildegund av Kolonien Hildegund de Colone                                             |                                                | Chlodio     | 399                                                              | Okänt       | Okänt            | Omkring 445, 447, 448 eller 449 makens död       | Omkring 445, 447, 448 eller 449 makens död |        |
| Basina av Thüringen Basine de Thuringe                                                | 1200-talsmålning av Basina och Childerik I     | Childerik I | Omkring 438 dotter till Basin av Thüringen och Basina av Sachsen | Omkring 465 | Omkring 465      | 481 eller 482 makens död                         | 491                                        |        |
| Evochildis                                                                            |                                                | Klodvig I   | 462 möjligen dotter till en frankisk-rhensk prinsessa            | 484         | 484              | Okänt                                            | 510                                        |        |
| Clotilda av Burgund eller Sankta Clotilda Clotilde de Burgondie eller Sainte Clotilde | Skulptur av drottning Clotilda från 1100-talet | Klodvig I   | 475 dotter till kung Chilperik II av Burgund                     | 493         | 493              | 509 då hon istället blev alla frankers drottning |                                            |        |
| Namn Svenska · Modern franska                                                         | Bild                                           | Gift med    | Födelse                                                          | Giftermål   | Blev regentgemål | Upphörde att vara regentgemål                    | Död                                        | Källor |

## Merovingerna
Klodvig I enade alla frankiska småkungadömen och det mesta av det romerska Gallien under sitt styre. Han erövrade Soissons från den romerske generalen Syagrius och det visigotiska kungariket Toulouse. Så småningom tog han säte i Paris, som tillsammans med Soissons, Reims, Metz och Orléans blev huvudresidens för den merovingiska kungaätten.
| Namn Svenska · Modern franska                                                         | Bild                                           | Gift med  | Födelse | Giftermål | Blev regentgemål                                     | Upphörde att vara regentgemål | Död                                    | Källor |
| ------------------------------------------------------------------------------------- | ---------------------------------------------- | --------- | ------- | --------- | ---------------------------------------------------- | ----------------------------- | -------------------------------------- | ------ |
| Clotilda av Burgund eller Sankta Clotilda Clotilde de Burgondie eller Sainte Clotilde | Skulptur av drottning Clotilda från 1100-talet | Klodvig I |         |           | 509 alla frankers drottning vid makens trontillträde | 27 november 511 makens död    | 545 i klostret i Saint-Martin de Tours |        |
| Namn Svenska · Modern franska                                                         | Bild                                           | Gift med  | Födelse | Giftermål | Blev regentgemål                                     | Upphörde att vara regentgemål | Död                                    | Källor |

Efter Klodvigs död delades riket mellan hans fyra söner och deras gemåler blev drottningar över de olika delarna.
| Namn Svenska · Modern franska | Bild     | Gift med     | Födelse                                                           | Giftermål     | Blev regentgemål                     | Upphörde att vara regentgemål                                                          | Död                    | Källor   |
| Soissons | Soissons | Soissons     | Soissons                                                          | Soissons      | Soissons                             | Soissons                                                                               | Soissons               | Soissons |
| --- | -------- | ------------ | ----------------------------------------------------------------- | ------------- | ------------------------------------ | -------------------------------------------------------------------------------------- | ---------------------- | -------- |
| Guntheuka Gondioque |          | Chlothar I   | Omkring 495 dotter till kung Godomar av Burgund                   | Omkring 524   | Omkring 524                          | 532                                                                                    | 532                    |          |
| Radegunda Radegonde |          | Chlothar I   | Omkring 520 dotter till kung Berthar av Thüringen                 | Omkring 532   | Omkring 532                          | Omkring 532 förskjuten av sin make                                                     | 13 augusti 587         |          |
| Ingunda Ingonde |          | Chlothar I   | Omkring 499 dotter till kung Baderik av Thüringen                 | Omkring 532   | Omkring 532                          | Omkring 546                                                                            | Omkring 546            |          |
| Waldrada Vuldetrade |          | Chlothar I   | 531 dotter till lombardernas kung Wacho                           | Omkring 555   | Omkring 555                          | 555 äktenskapet med Chlothar I upplöst                                                 | 572                    |          |
| Arnegunda Arégonde |          | Chlothar I   | Omkring 515 dotter till kung Baderic av Thüringen                 | Okänt         | Omkring 555                          | 13 december 558 då maken blev kung över alla franker och hon därmed drottning över dem | 573                    |          |
| Då Chlothar I var ensam kvar av sina bröder den 13 december 558 uppgick Soissons i Frankerriket och därmed blev också hans gemål frankernas drottning.                                              |          |              |                                                                   |               |                                      |                                                                                        |                        |          |
| Paris |          |              |                                                                   |               |                                      |                                                                                        |                        |          |
| Ultrogota Ultrogothe |          | Childebert I | Omkring 510                                                       | Okänt         | 27 november 511 makens trontillträde | 13 december 558 makens död                                                             | Omkring 567            |          |
| Vid Childebert I:s död togs hans del av riket över av hans bror Chlothar I och blev åter en del av Frankerriket. Ultrogota blev änka och avled några år senare.                                     |          |              |                                                                   |               |                                      |                                                                                        |                        |          |
| Orléans |          |              |                                                                   |               |                                      |                                                                                        |                        |          |
| Guntheuka Gondioque |          | Chlodomer    | Omkring 495 dotter till kung Godomar av Burgund                   | 514 eller 521 | 514 eller 521                        | 25 juni 524 makens död                                                                 | 25 juni 524 makens död |          |
| Vid Chlodomers död togs hans del av riket över av hans bror Childebert I och blev en del av Parisriket. Guntheuka gifte då om sig med Chlothar I av Soissons.                                       |          |              |                                                                   |               |                                      |                                                                                        |                        |          |
| Reims |          |              |                                                                   |               |                                      |                                                                                        |                        |          |
| Eustera Eustère |          | Theoderik I  | 488 dotter till den visigotiske kungen Alarik II                  | 511           | 511                                  | Okänt                                                                                  | 521                    |          |
| Sauvegota Suavegotha |          | Theoderik I  | 495 eller 496 dotter till kung Sigismund av Burgund och Ostrogota | 516 eller 517 | 516 eller 517                        | 534 makens död                                                                         | 534 makens död         |          |
| Wisigardis Wisigarde |          | Theodebert I | Okänt dotter till lombardernas kung Wacho                         | Okänt         | 534 makens trontillträde             | Okänt                                                                                  | Okänt                  |          |
| Deuteria Deoteria |          | Theodebert I | Okänt                                                             | Okänt         | Okänt                                | 548 makens död                                                                         | Okänt                  |          |
| Waldrada Wuldetrade |          | Theodebald I | 531 dotter till lombardernas kung Wacho                           | Okänt         | 548(?) makens trontillträde          | 555 makens död                                                                         | 572                    |          |
| Vid Theodebald I:s död togs hans del av riket över av hans faders farbror Chlothar I och blev en del av Soissonsriket. Waldrada gifte då om sig med Chlothar I, men äktenskapet upplöstes samma år. |          |              |                                                                   |               |                                      |                                                                                        |                        |          |
| Namn Svenska · Modern franska | Bild     | Gift med     | Födelse                                                           | Giftermål     | Blev regentgemål                     | Upphörde att vara regentgemål                                                          | Död                    | Källor   |

Vid de olika kungarnas död togs deras riken så småningom över av deras bröder vilket ledde till att Chlothar I 558 var den ende kvarvarande regenten och då åter blev kung över alla franker. Hans gemål Arnegunda blev därmed drottning över dem.
| Namn Svenska · Modern franska | Bild | Gift med   | Födelse                                           | Giftermål | Blev regentgemål                     | Upphörde att vara regentgemål                | Död | Källor |
| ----------------------------- | ---- | ---------- | ------------------------------------------------- | --------- | ------------------------------------ | -------------------------------------------- | --- | ------ |
| Arnegunda Arégonde            |      | Chlothar I | Omkring 515 dotter till kung Baderic av Thüringen | Okänt     | 13 december 558 makens trontillträde | 29 november eller 31 december 561 makens död | 573 |        |
| Namn Svenska · Modern franska | Bild | Gift med   | Födelse                                           | Giftermål | Blev regentgemål                     | Upphörde att vara regentgemål                | Död | Källor |

Efter Chlothar I:s död delades riket på nytt mellan hans fyra söner. Huvudsätena för de fyra rikena blev åter Soissons, Paris, Orléans och Reims. Sedan Paris härskare Charibert I snart hade dött kom Parisriket att skifta hand mellan de olika övriga härskarna, innan det helt övertogs av Soissons. De återstående tre rikena blev så småningom de tre rikena Neustrien i väster (Soissons), Burgund i mitten (Orléans) och Austrasien i öster (Reims).
| Namn Svenska · Modern franska | Bild                                                   | Gift med                          | Födelse                                                                                         | Giftermål                          | Blev regentgemål                   | Upphörde att vara regentgemål                                   | Död                                      | Källor                            |
| Soissons (så småningom Neustrien) | Soissons (så småningom Neustrien)                      | Soissons (så småningom Neustrien) | Soissons (så småningom Neustrien)                                                               | Soissons (så småningom Neustrien)  | Soissons (så småningom Neustrien)  | Soissons (så småningom Neustrien)                               | Soissons (så småningom Neustrien)        | Soissons (så småningom Neustrien) |
| --- | ------------------------------------------------------ | --------------------------------- | ----------------------------------------------------------------------------------------------- | ---------------------------------- | ---------------------------------- | --------------------------------------------------------------- | ---------------------------------------- | --------------------------------- |
| Audovera Audovère | 1800-talsmålning av drottning Audovera                 | Chilperik I                       | Omkring 530                                                                                     | Okänt                              | Okänt                              | Före 567                                                        | Omkring 580 i Le Mans (mördad)           |                                   |
| Fredegund Frédégonde | Fredegunds gravsten                                    | Chilperik I                       | Omkring 545 i Montdidier i Somme                                                                | Okänt                              | Okänt                              | September 584 makens död                                        | 8 december 597 i Paris                   |                                   |
| Adaltrudis Haldetrud |                                                        | Chlothar II                       | Okänt                                                                                           | Tidigast omkring 598               | Tidigast omkring 598               | Troligtvis före 613, möjligtvis 602(?)                          | Troligtvis före 613, möjligtvis 602(?)   |                                   |
| Den 10 oktober 613 var regenterna över alla de andra frankiska rikena döda och besegrade och Chlothar II hade tagit över dem. Därmed blev hans båda följande gemåler drottningar över hela Frankerriket. |                                                        |                                   |                                                                                                 |                                    |                                    |                                                                 |                                          |                                   |
| Paris |                                                        |                                   |                                                                                                 |                                    |                                    |                                                                 |                                          |                                   |
| Ingoberga Ingeberge |                                                        | Charibert I                       | Omkring 519                                                                                     | Okänt                              | Okänt                              | Troligtvis före 565 bortjagad från hovet på grund av en skandal | Omkring 589 i Tours                      |                                   |
| Merofledis Méroflède |                                                        | Charibert I                       | Okänt syster till Marcoveifa                                                                    | Okänt (möjligen endast älskarinna) | Okänt (möjligen endast älskarinna) | Okänt                                                           | Okänt                                    |                                   |
| Marcoveifa Marcowefa |                                                        | Charibert I                       | Okänt syster till Merofledis                                                                    | Okänt (möjligen endast älskarinna) | Okänt (möjligen endast älskarinna) | Okänt                                                           | Okänt                                    |                                   |
| Theodechildis Théodechilde |                                                        | Charibert I                       | Okänt                                                                                           | 566                                | 566                                | 567 makens död                                                  | Okänt                                    |                                   |
| Efter Charibert I:s död övertogs Parisriket i olika omgångar av regenterna i de andra, omkringliggande rikena och Theodechildis blev änka. I mars 596 togs det slutligen över av Chlothar II, som 613 blev kung över hela Frankerriket. |                                                        |                                   |                                                                                                 |                                    |                                    |                                                                 |                                          |                                   |
| Orléans (så småningom Burgund) |                                                        |                                   |                                                                                                 |                                    |                                    |                                                                 |                                          |                                   |
| Veneranda Vénérande |                                                        | Gunthchramn                       | Okänt                                                                                           | Okänt möjligen endast älskarinna   | Okänt möjligen endast älskarinna   | Okänt                                                           | Okänt                                    |                                   |
| Markatrudis Marcatrude |                                                        | Gunthchramn                       | Okänt                                                                                           | Okänt                              | Okänt                              | 565 när maken lät upplösa äktenskapet                           | Okänt                                    |                                   |
| Austregilda Austregilde |                                                        | Gunthchramn                       | Okänt                                                                                           | Okänt                              | Okänt                              | 580                                                             | 580                                      |                                   |
| Vid Austregildas död gifte Guntchramn inte om sig och vid hans död 592 övertogs hans rike (som då även innefattade Paris) av hans brorson Childebert II av Reims. Vid dennes död 596 tog Chlothar II av Soissons över Paris-delen, medan Orléans-riket återigen fick sin egen regent i Theoderik II. |                                                        |                                   |                                                                                                 |                                    |                                    |                                                                 |                                          |                                   |
| Ermenberga Ermenberge |                                                        | Theoderik II                      | Okänt dotter till visigoternas kung Witterik                                                    | Möjligen 606                       | Möjligen 606                       | Okänt                                                           | Okänt                                    |                                   |
| Året innan Theoderik II:s död (612) avled Theodebert II av Reims och Theoderik II tog då även över det riket. Om Ermenberga då fortfarande var vid liv blev hon därmed även drottning av Reims, men vid Theoderik II avled året därpå (613) blev hon i så fall änka. Eftersom han efterträddes av sin son Sigibert II, som då endast var 11 år gammal och blev mördad senare samma år var han aldrig gift och Orléans och Reims fick ingen ny drottning. Vid hans död togs hans riken över av Chlothar II, som då redan hade tagit över Paris och därmed återigen enade hela Frankerriket. |                                                        |                                   |                                                                                                 |                                    |                                    |                                                                 |                                          |                                   |
| Reims (så småningom Austrasien) |                                                        |                                   |                                                                                                 |                                    |                                    |                                                                 |                                          |                                   |
| Brunhilde Brunehaut | Skildring av Brunhildes död från slutet av 1400-talet. | Sigibert I                        | Omkring 547 i Spanien dotter till den visigotiske kungen Athanagild och hans drottning Gosuinda | Våren 566 i Metz                   | Våren 566 i Metz                   | December 575 makens död                                         | 613 avrättad i Renève                    |                                   |
| Faileuba Faileube |                                                        | Childebert II                     | Okänt                                                                                           | Okänt                              | Okänt                              | Mars 596 förgiftad tillsammans med maken                        | Mars 596 förgiftad tillsammans med maken |                                   |
| Bilihildis Bilichilde |                                                        | Theodebert II                     | Okänt                                                                                           | Okänt                              | Efter mars 596                     | 610 mördad                                                      | 610 mördad                               |                                   |
| Tichildis Théodechilde |                                                        | Theodebert II                     | Okänt                                                                                           | Tidigast 610                       | Tidigast 610                       | 612 makens död                                                  | 613                                      |                                   |
| Vid Theodebert II:s död 612 blev Tichildis änka, men avled året därpå. Riket övertogs av kungarna av Orléans, men den 10 oktober 613 enade Chlothar II hela Frankerriket kortvarigt. |                                                        |                                   |                                                                                                 |                                    |                                    |                                                                 |                                          |                                   |
| Namn Svenska · Modern franska | Bild                                                   | Gift med                          | Födelse                                                                                         | Giftermål                          | Blev regentgemål                   | Upphörde att vara regentgemål                                   | Död                                      | Källor                            |

Chlothar II tog så småningom över alla de tre övriga rikena och vid Sigibert II:s död 613 var han den ende återstående härskaren. Därmed blev han då kung över alla franker och hans andra gemål Bertrudis blev därigenom (eller ett tag därefter) alla frankers drottning. Redan 623 delades riket emellertid ånyo, då han utnämnde sin son Dagobert I till kung av Austrasien som tack för detta rikes hjälp vid hans enande av Frankerriket. Hans gemål Gomatrudis blev därmed drottning av Austrasien, men Chlothar II behöll dock titeln som kung över alla franker, vilket gjorde att hans gemåler behöll motsvarande kvinnliga titel.
| Namn Svenska · Modern franska | Bild                              | Gift med    | Födelse | Giftermål                                | Blev regentgemål                                                    | Upphörde att vara regentgemål                           | Död         | Källor |
| ----------------------------- | --------------------------------- | ----------- | ------- | ---------------------------------------- | ------------------------------------------------------------------- | ------------------------------------------------------- | ----------- | ------ |
| Bertrudis Bertrude            | Avbildning av Bertrudis gravsten. | Chlothar II | Okänt   | Okänt                                    | Tidigast 10 oktober 613 makens tillträde som kung över alla franker | Omkring 619                                             | Omkring 619 |        |
| Sichildis Sichilde            |                                   | Chlothar II | Okänt   | Tidigast omkring 619 efter Bertrudis död | Tidigast omkring 619 efter Bertrudis död                            | 623 vid Frankerrikets delning mellan maken och hans son |             |        |
| Namn Svenska · Modern franska | Bild                              | Gift med    | Födelse | Giftermål                                | Blev regentgemål                                                    | Upphörde att vara regentgemål                           | Död         | Källor |

623 blev Dagobert I kung av Austrasien och hans gemål Gomatrudis blev därmed drottning över området. Vid hans faders död 629 övertog han styret över resten av Frankerriket. Samtidigt utnämnde han dock sin bror Charibert II till kung av Akvitanien och hans gemål Fulberta blev drottning där. Efter sonen Chilperiks död 632 enades riket på nytt under Dagoberts styre.
| Neustrien & Burgund           | Neustrien & Burgund | Neustrien & Burgund | Neustrien & Burgund | Neustrien & Burgund | Neustrien & Burgund      | Neustrien & Burgund           | Neustrien & Burgund | Austrasien                    | Austrasien | Austrasien | Austrasien | Austrasien | Austrasien                        | Austrasien                     | Austrasien |
| Namn Svenska · Modern franska | Bild                | Gift med            | Födelse             | Giftermål           | Blev regentgemål         | Upphörde att vara regentgemål | Död                 | Namn Svenska · Modern franska | Bild       | Gift med   | Födelse    | Giftermål  | Blev regentgemål                  | Upphörde att vara regentgemål  | Död        |
| ----------------------------- | ------------------- | ------------------- | ------------------- | ------------------- | ------------------------ | ----------------------------- | ------------------- | ----------------------------- | ---------- | ---------- | ---------- | ---------- | --------------------------------- | ------------------------------ | ---------- |
| Sichildis Sichilde            |                     | Chlothar II         |                     |                     | 623 vid makens tillträde | 627                           | 627                 | Gomatrudis Gomatrude          |            | Dagobert I | Okänt      | Okänt      | Tidigast 623 makens trontillträde | 18 oktober 629 makens tronbyte |            |
| Namn Svenska · Modern franska | Bild                | Gift med            | Födelse             | Giftermål           | Blev regentgemål         | Upphörde att vara regentgemål | Död                 | Namn Svenska · Modern franska | Bild       | Gift med   | Födelse    | Giftermål  | Blev regentgemål                  | Upphörde att vara regentgemål  | Död        |
| Neustrien & Burgund           | Neustrien & Burgund | Neustrien & Burgund | Neustrien & Burgund | Neustrien & Burgund | Neustrien & Burgund      | Neustrien & Burgund           | Neustrien & Burgund | Austrasien                    | Austrasien | Austrasien | Austrasien | Austrasien | Austrasien                        | Austrasien                     | Austrasien |

Vid Chlothar II:s död 629 blev Dagobert I kung över hela riket, men utnämnde direkt sin bror Charibert II till kung av Akvitanien. Denne efterträddes 632 av sin son Chilperik, som dock dog redan samma år. Då blev Dagobert på nytt kung över hela riket. Deras gemåler följde dem naturligtvis som drottningar.
| Neustrien, Burgund & Austrasien | Neustrien, Burgund & Austrasien | Neustrien, Burgund & Austrasien | Neustrien, Burgund & Austrasien | Neustrien, Burgund & Austrasien | Neustrien, Burgund & Austrasien | Neustrien, Burgund & Austrasien | Neustrien, Burgund & Austrasien | Akvitanien                    | Akvitanien | Akvitanien   | Akvitanien | Akvitanien | Akvitanien                                   | Akvitanien                    | Akvitanien |
| Namn Svenska · Modern franska   | Bild                            | Gift med                        | Födelse                         | Giftermål                       | Blev regentgemål                | Upphörde att vara regentgemål   | Död                             | Namn Svenska · Modern franska | Bild       | Gift med     | Födelse    | Giftermål  | Blev regentgemål                             | Upphörde att vara regentgemål | Död        |
| ------------------------------- | ------------------------------- | ------------------------------- | ------------------------------- | ------------------------------- | ------------------------------- | ------------------------------- | ------------------------------- | ----------------------------- | ---------- | ------------ | ---------- | ---------- | -------------------------------------------- | ----------------------------- | ---------- |
| Gomatrudis Gomatrude            |                                 | Dagobert I                      |                                 |                                 | 18 oktober 629 makens tronbyte  | 630                             | 630                             | Fulberta Fulberte             |            | Charibert II | Okänt      | Okänt      | Tidigast 18 oktober 629 makens trontillträde | Okänt                         | Okänt      |
| Namn Svenska · Modern franska   | Bild                            | Gift med                        | Födelse                         | Giftermål                       | Blev regentgemål                | Upphörde att vara regentgemål   | Död                             | Namn Svenska · Modern franska | Bild       | Gift med     | Födelse    | Giftermål  | Blev regentgemål                             | Upphörde att vara regentgemål | Död        |
| Neustrien, Burgund & Austrasien | Neustrien, Burgund & Austrasien | Neustrien, Burgund & Austrasien | Neustrien, Burgund & Austrasien | Neustrien, Burgund & Austrasien | Neustrien, Burgund & Austrasien | Neustrien, Burgund & Austrasien | Neustrien, Burgund & Austrasien | Akvitanien                    | Akvitanien | Akvitanien   | Akvitanien | Akvitanien | Akvitanien                                   | Akvitanien                    | Akvitanien |

Charibert II efterträddes vid sin död 8 april 632 som kung av Akvitanien av sin son Chilperik. Denne var dock född samma år, så han var högst några månader gammal vid trontillträdet och blev dessutom mördad på Dagobert I:s order senare samma år. Eftersom han inte ens blev ett år gammal var han aldrig gift. Vid hans död blev hans farbror Dagobert I återigen kung över hela Frankerriket till dess att han 634 delade riket på nytt.
| Namn Svenska · Modern franska | Bild                                                     | Gift med   | Födelse                       | Giftermål | Blev regentgemål | Upphörde att vara regentgemål | Död | Källor |
| ----------------------------- | -------------------------------------------------------- | ---------- | ----------------------------- | --------- | ---------------- | ----------------------------- | --- | ------ |
| Nantechildis Nantechilde      | 1300-talsmålning av Klodvig II och hans mor Nantechildis | Dagobert I | Någon gång mellan 608 och 610 | 633       | 633              | 634 makens tronbyte           |     |        |
| Namn Svenska · Modern franska | Bild                                                     | Gift med   | Födelse                       | Giftermål | Blev regentgemål | Upphörde att vara regentgemål | Död | Källor |

634 utnämnde Dagobert I sin son Sigibert III till kung av Austrasien. Själv var han fortsatt kung av Neustrien och Burgund till sin död 639. Delningen fortsatte sedan i ytterligare 40 år, innan riket på nytt enades 679. Mellan Nantechildis och Wulfegundis hade Dagobert I ytterligare en kvinna vid namn Ragentrudis, men hon var bara hans älskarinna och aldrig drottning, eftersom de inte var gifta.
| Neustrien & Burgund | Neustrien & Burgund | Neustrien & Burgund | Neustrien & Burgund                                   | Neustrien & Burgund | Neustrien & Burgund               | Neustrien & Burgund                  | Neustrien & Burgund      | Austrasien | Austrasien | Austrasien | Austrasien | Austrasien | Austrasien | Austrasien | Austrasien |
| Namn Svenska · Modern franska | Bild | Gift med            | Födelse                                               | Giftermål           | Blev regentgemål                  | Upphörde att vara regentgemål        | Död                      | Namn Svenska · Modern franska | Bild | Gift med | Födelse | Giftermål | Blev regentgemål | Upphörde att vara regentgemål | Död |
| --- | --- | ------------------- | ----------------------------------------------------- | ------------------- | --------------------------------- | ------------------------------------ | ------------------------ | --- | --- | --- | --- | --- | --- | --- | --- |
| Nantechildis Nantechilde | 1300-talsmålning av Klodvig II och hans mor Nantechildis | Dagobert I          |                                                       | 633                 | 634 makens tronbyte               | 642                                  | 642                      | Chimnechildis Chimnechilde | | Sigibert III | Okänt | Efter makens trontillträde 634 | Efter makens trontillträde 634 | Senast 1 februari 656 makens död | Okänt |
| Wulfegundis Wulfégonde | | Dagobert I          | Okänt                                                 | Okänt               | Okänt                             | Okänt                                | Okänt                    | Chimnechildis Chimnechilde | | Sigibert III | Okänt | Efter makens trontillträde 634 | Efter makens trontillträde 634 | Senast 1 februari 656 makens död | Okänt |
| Bertechildis Berchilde | | Dagobert I          | Okänt                                                 | Okänt               | Okänt                             | Senast 19 januari 639 vid makens död | Okänt                    | Chimnechildis Chimnechilde | | Sigibert III | Okänt | Efter makens trontillträde 634 | Efter makens trontillträde 634 | Senast 1 februari 656 makens död | Okänt |
| Balthild Bathilde | | Klodvig II          | Omkring 630                                           | Okänt, möjligen 649 | Okänt, möjligen 649               | 31 oktober 657 makens död            | 30 januari 680 i Chelles | Chimnechildis Chimnechilde | | Sigibert III | Okänt | Efter makens trontillträde 634 | Efter makens trontillträde 634 | Senast 1 februari 656 makens död | Okänt |
| Balthild Bathilde | Vid Sigibert III:s död övertogs Austrasien av hans (troligtvis) adoptivson Childebert den adopterade, men han var bara sex år vid trontillträdet och tolv år när han dog 662, så han var aldrig gift. Efter hans död övertogs riket av Chlothar III, som tillfälligt alltså blev kung över hela Frankerriket. Redan samma år överlämnade han dock riket till sin bror Childerik II. | Klodvig II          | Omkring 630                                           | Okänt, möjligen 649 | Okänt, möjligen 649               | 31 oktober 657 makens död            | 30 januari 680 i Chelles | | | | | | | | |
| Vid Klodvig II:s död övertogs riket av hans och Balthilds son Chlothar III. Denne var vid trontillträdet omkring fem år och gifte sig aldrig under sin regeringstid. 673 avled han vid 21 års ålder och hans rike övertogs av Childerik II av Austrasien, som 673–675 alltså var kung över hela Frankerriket. Vid hans död 675 delades riket på nytt mellan Theoderik III (son till Klodvig II och Balthild) och Klodvig III, som antingen var dennes bror eller son. | |                     |                                                       |                     |                                   |                                      |                          | | | | | | | | |
| Bilichildis Bilichilde | | Childerik II        | Omkring 654 dotter till Sigibert III och Himnechildis | Slutet av 662       | Slutet av 662                     | 675                                  | 675                      | | | | | | | | |
| Chrotildis Clotilde | | Theoderik III       | Okänt                                                 | Okänt               | Tidigast 675 makens trontillträde | 23 december 679 makens tronbyte      |                          | Efter Childerik II:s död 675 övertogs Austrasien i tur och ordning av Klodvig III och Dagobert II, som aldrig var gifta (Klodvig var fem år vid sitt trontillträde och sex år vid sin död). Därför hade Austrasien ingen drottning mellan 675 och 679, då Frankerriket på nytt enades under Theoderik III. | Efter Childerik II:s död 675 övertogs Austrasien i tur och ordning av Klodvig III och Dagobert II, som aldrig var gifta (Klodvig var fem år vid sitt trontillträde och sex år vid sin död). Därför hade Austrasien ingen drottning mellan 675 och 679, då Frankerriket på nytt enades under Theoderik III. | Efter Childerik II:s död 675 övertogs Austrasien i tur och ordning av Klodvig III och Dagobert II, som aldrig var gifta (Klodvig var fem år vid sitt trontillträde och sex år vid sin död). Därför hade Austrasien ingen drottning mellan 675 och 679, då Frankerriket på nytt enades under Theoderik III. | Efter Childerik II:s död 675 övertogs Austrasien i tur och ordning av Klodvig III och Dagobert II, som aldrig var gifta (Klodvig var fem år vid sitt trontillträde och sex år vid sin död). Därför hade Austrasien ingen drottning mellan 675 och 679, då Frankerriket på nytt enades under Theoderik III. | Efter Childerik II:s död 675 övertogs Austrasien i tur och ordning av Klodvig III och Dagobert II, som aldrig var gifta (Klodvig var fem år vid sitt trontillträde och sex år vid sin död). Därför hade Austrasien ingen drottning mellan 675 och 679, då Frankerriket på nytt enades under Theoderik III. | Efter Childerik II:s död 675 övertogs Austrasien i tur och ordning av Klodvig III och Dagobert II, som aldrig var gifta (Klodvig var fem år vid sitt trontillträde och sex år vid sin död). Därför hade Austrasien ingen drottning mellan 675 och 679, då Frankerriket på nytt enades under Theoderik III. | Efter Childerik II:s död 675 övertogs Austrasien i tur och ordning av Klodvig III och Dagobert II, som aldrig var gifta (Klodvig var fem år vid sitt trontillträde och sex år vid sin död). Därför hade Austrasien ingen drottning mellan 675 och 679, då Frankerriket på nytt enades under Theoderik III. | Efter Childerik II:s död 675 övertogs Austrasien i tur och ordning av Klodvig III och Dagobert II, som aldrig var gifta (Klodvig var fem år vid sitt trontillträde och sex år vid sin död). Därför hade Austrasien ingen drottning mellan 675 och 679, då Frankerriket på nytt enades under Theoderik III. |
| Namn Svenska · Modern franska | Bild | Gift med            | Födelse                                               | Giftermål           | Blev regentgemål                  | Upphörde att vara regentgemål        | Död                      | Namn Svenska · Modern franska | Bild | Gift med | Födelse | Giftermål | Blev regentgemål | Upphörde att vara regentgemål | Död |
| Neustrien & Burgund | Neustrien & Burgund | Neustrien & Burgund | Neustrien & Burgund                                   | Neustrien & Burgund | Neustrien & Burgund               | Neustrien & Burgund                  | Neustrien & Burgund      | Austrasien | Austrasien | Austrasien | Austrasien | Austrasien | Austrasien | Austrasien | Austrasien |

Theoderik III erkändes 679 som kung över alla franker. Därefter förblev riket enat fram till 715, då det tillfälligt delades;  Chilperik II tog över tronen efter sin far Dagobert III, samtidigt som Chlothar IV utropade sig till kung av Austrasien.
| Namn Svenska · Modern franska | Bild | Gift med      | Födelse | Giftermål | Blev regentgemål                | Upphörde att vara regentgemål | Död   | Källor |
| ----------------------------- | ---- | ------------- | ------- | --------- | ------------------------------- | ----------------------------- | ----- | ------ |
| Chrotildis Clotilde           |      | Theoderik III |         |           | 23 december 679 makens tronbyte | Okänt                         | Okänt |        |
| Namn Svenska · Modern franska | Bild | Gift med      | Födelse | Giftermål | Blev regentgemål                | Upphörde att vara regentgemål | Död   | Källor |

Theoderik III:s tre efterträdare (Klodvig IV, Childebert III och Dagobert III) var alla kungar över hela Frankerriket, men ingen av dem var gifta, så efter Chrotildis död hade riket ingen drottning. Vid Dagobert III:s död 31 december 715 delades riket mellan Chilperik II, som fick Neustrien och Burgund, och Chlothar IV, som fick Austrasien. Inte heller dessa hade några gemåler, så när Chlothar IV avled 719 och Chilperik II på nytt enade riket stod det fortfarande utan drottning. Efterföljaren Theoderik IV var också ogift och efter hans regeringstid (721–737) följde dessutom sex år då riket stod utan kung. Den siste merovingiske kungen var Childerik III, som regerade 743–751, också han ogift. I november 751 blev han avsatt av Pippin den lille, som blev den förste karolingiske kungen.

## Karolingerna
Karolingerna var ursprungligen maior domus (rikshovmästare) under merovingerna, men kom till makten då Childerik III avsattes och Pippin den lille kröntes till kung av påven Zacharias i mars 752. Vid Pippins död 768 delades riket mellan hans båda söner Karloman och Karl.
| Namn Svenska · Modern franska     | Bild | Gift med         | Födelse                                                           | Giftermål          | Blev regentgemål                  | Upphörde att vara regentgemål | Död                         | Källor |
| --------------------------------- | ---- | ---------------- | ----------------------------------------------------------------- | ------------------ | --------------------------------- | ----------------------------- | --------------------------- | ------ |
| Bertrada av Laon Bertrade de Laon |      | Pippin den lille | Omkring 720 i Samoussy dotter till okänd far och Caribert av Laon | 741, 743 eller 744 | November 751 makens trontillträde | 24 september 768 makens död   | 12 juli 783 i Choisy-au-Bac |        |
| Namn Svenska · Modern franska     | Bild | Gift med         | Födelse                                                           | Giftermål          | Blev regentgemål                  | Upphörde att vara regentgemål | Död                         | Källor |

Vid Pippin den lilles död 768 delades riket mellan hans söner Karloman och Karl. Karloman avled dock redan 771, varvid Karl tog över hans delar och därmed åter enade riket.
| Burgund, Alemannien och södra Austrasien | Burgund, Alemannien och södra Austrasien      | Burgund, Alemannien och södra Austrasien | Burgund, Alemannien och södra Austrasien | Burgund, Alemannien och södra Austrasien | Burgund, Alemannien och södra Austrasien | Burgund, Alemannien och södra Austrasien | Burgund, Alemannien och södra Austrasien | Neustrien, Akvitanien och norra Austrasien | Neustrien, Akvitanien och norra Austrasien         | Neustrien, Akvitanien och norra Austrasien | Neustrien, Akvitanien och norra Austrasien | Neustrien, Akvitanien och norra Austrasien | Neustrien, Akvitanien och norra Austrasien        | Neustrien, Akvitanien och norra Austrasien        | Neustrien, Akvitanien och norra Austrasien |
| Namn Svenska · Modern franska            | Bild                                          | Gift med                                 | Födelse                                  | Giftermål                                | Blev regentgemål                         | Upphörde att vara regentgemål            | Död                                      | Namn Svenska · Modern franska              | Bild                                               | Gift med                                   | Födelse                                    | Giftermål                                  | Blev regentgemål                                  | Upphörde att vara regentgemål                     | Död                                        |
| ---------------------------------------- | --------------------------------------------- | ---------------------------------------- | ---------------------------------------- | ---------------------------------------- | ---------------------------------------- | ---------------------------------------- | ---------------------------------------- | ------------------------------------------ | -------------------------------------------------- | ------------------------------------------ | ------------------------------------------ | ------------------------------------------ | ------------------------------------------------- | ------------------------------------------------- | ------------------------------------------ |
| Gerberga Gerberge                        |                                               | Karloman I                               | Okänt                                    | Omkring 768                              | 9 oktober 768 makens trontillträde       | 4 december 771 makens död                | Okänt                                    | Himiltrudis Himiltrude                     |                                                    | Karl den store                             | Okänt                                      | Okänt                                      | 9 oktober 768 makens trontillträde                | 770 förskjuten av maken till förmån för Desdirata | Okänt                                      |
| Gerberga Gerberge                        | Desiderata av Lombardiet Désirée de Lombardie | Karloman I                               | Okänt                                    | Omkring 768                              | 9 oktober 768 makens trontillträde       | 4 december 771 makens död                | Okänt                                    |                                            | Okänt dotter till langobardernas konung Desiderius | Karl den store                             | 770                                        | 770                                        | 771 förskjuten av maken till förmån för Hildegard | Okänt                                             |                                            |
| Namn Svenska · Modern franska            | Bild                                          | Gift med                                 | Födelse                                  | Giftermål                                | Blev regentgemål                         | Upphörde att vara regentgemål            | Död                                      | Namn Svenska · Modern franska              | Bild                                               | Gift med                                   | Födelse                                    | Giftermål                                  | Blev regentgemål                                  | Upphörde att vara regentgemål                     | Död                                        |
| Burgund, Alemannien och södra Austrasien | Burgund, Alemannien och södra Austrasien      | Burgund, Alemannien och södra Austrasien | Burgund, Alemannien och södra Austrasien | Burgund, Alemannien och södra Austrasien | Burgund, Alemannien och södra Austrasien | Burgund, Alemannien och södra Austrasien | Burgund, Alemannien och södra Austrasien | Neustrien, Akvitanien och norra Austrasien | Neustrien, Akvitanien och norra Austrasien         | Neustrien, Akvitanien och norra Austrasien | Neustrien, Akvitanien och norra Austrasien | Neustrien, Akvitanien och norra Austrasien | Neustrien, Akvitanien och norra Austrasien        | Neustrien, Akvitanien och norra Austrasien        | Neustrien, Akvitanien och norra Austrasien |

Vid Karloman I:s död 771 övertogs hans del av riket av brodern Karl den store, som därmed ånyo enade det. Det förblev sedan enat fram till 843, då det delades i tre delar genom fördraget i Verdun. 800 kröntes Karl den store också till romersk kejsare av påven. Med denna handling ville man försöka återupprätta det romerska riket, men efter delningen 843 var det den östra delen, som titeln kom att kvarstå i och så småningom utvecklas till att bli tysk-romersk kejsare över det tysk-romerska riket. Den västra delen kom sedermera att bli Frankrike, medan den mittersta så småningom delades mellan dem.
| Namn Svenska · Modern franska                | Bild                            | Gift med          | Födelse                                                                        | Giftermål             | Blev regentgemål | Upphörde att vara regentgemål      | Död                                | Källor |
| -------------------------------------------- | ------------------------------- | ----------------- | ------------------------------------------------------------------------------ | --------------------- | --- | ---------------------------------- | ---------------------------------- | ------ |
| Hildegard av Vinzgouw Hildegarde de Vintzgau | Målning av Hildegarde från 1499 | Karl den store    | 758 dotter till kung Gerald I av Vinzgouw och Emma av Alemanien                | 771                   | 4 december 771 makens trontillträde | 30 april 783 i Thionville          | 30 april 783 i Thionville          |        |
| Fastrada Fastrade de Franconie               |                                 | Karl den store    | Omkring 765 dotter till greve Rudolf III av Frankonien och Aeda av Bayern      | Oktober 783 i Worms   | Oktober 783 i Worms | 10 augusti 794 i Frankfurt am Main | 10 augusti 794 i Frankfurt am Main |        |
| Luitgard av Sundgau Luitgarde d'Alémanie     |                                 | Karl den store    | Omkring 776 dotter till hertig Luitfrid II av Sundgau och Hiltrude de Wormsgau | Omkring slutet av 794 | Omkring slutet av 794 | 4 juni 800 i Tours                 | 4 juni 800 i Tours                 |        |
| Ermengard av Hesbaye Ermengarde de Hesbaye   |                                 | Ludvig den fromme | Omkring 778 dotter till greve Ingramm av Hesbaye                               | Omkring 794           | 11 september 813 då maken blev medregent till Karl den store 28 januari 814 ensam frankisk drottning och tysk-romersk kejsarinna då maken blev ensam regent vid Karl den stores död | 3 oktober 818 i Angers             | 3 oktober 818 i Angers             |        |
| Judith av Bayern Judith de Bavière           |                                 | Ludvig den fromme | Omkring 805 dotter till greve Welf I                                           | Februari 819          | Februari 819 | 20 juni 840 makens död             | 19 april 843                       |        |
| Namn Svenska · Modern franska                | Bild                            | Gift med          | Födelse                                                                        | Giftermål             | Blev regentgemål | Upphörde att vara regentgemål      | Död                                | Källor |

Ludvig den fromme lät genomföra många delningar av sitt kejsardöme under sin livstid. Den sista delningen, genomförd i Worms 838, gjorde Karl den skallige till tronarvinge i väst, inklusive Akvitanien, och Lothar till tronarvinge i öst, inklusive Italien, men exklusive Bayern, som lämnades till Ludvig den tyske. Efter kejsarens död 840 utbröt dock ett inbördeskrig i riket, vilket varade i tre år. Det frankiska kungariket delades sedan genom fördraget i Verdun 843. Lothar fick behålla sin kejsartitel och sitt kungadöme i Italien samt fick överta det nyskapade kungariket Mellanfrankiska riket, en landkorridor från Italien till Nordsjön, vilket inkluderade Nederländerna, Rhenlandet (inklusive Aachen), Burgund och Provence. Karl bekräftades i Akvitanien, där Pippin I:s son Pippin II var motkonung mot honom, och erhöll Västfrankiska riket (nuvarande Frankrike), landområdena väster om Lothars rike. Ludvig den tyske bekräftades i Bayern och erhöll Östfrankiska riket (nuvarande Tyskland), landområdena öster om Lothars rike. Kejsartiteln kom att växla mellan de olika rikena innan den i mitten av 900-talet stannade i det Östfrankiska riket, som sedermera blev Tysk-romerska riket.
| Namn Svenska · Modern franska | Namn Svenska · Modern franska | Bild | Bild | Gift med | Gift med | Födelse | Födelse | Giftermål | Giftermål | Blev regentgemål | Blev regentgemål | Upphörde att vara regentgemål | Upphörde att vara regentgemål | Död | Död | Källor | Källor |
| Mellanfrankiska riket (Lotharingia) | Mellanfrankiska riket (Lotharingia) | Mellanfrankiska riket (Lotharingia) | Mellanfrankiska riket (Lotharingia) | Mellanfrankiska riket (Lotharingia) | Mellanfrankiska riket (Lotharingia) | Mellanfrankiska riket (Lotharingia) | Mellanfrankiska riket (Lotharingia) | Mellanfrankiska riket (Lotharingia) | Mellanfrankiska riket (Lotharingia) | Mellanfrankiska riket (Lotharingia) | Mellanfrankiska riket (Lotharingia) | Mellanfrankiska riket (Lotharingia) | Mellanfrankiska riket (Lotharingia) | Mellanfrankiska riket (Lotharingia) | Mellanfrankiska riket (Lotharingia) | Mellanfrankiska riket (Lotharingia) | Mellanfrankiska riket (Lotharingia) |
| --- | --- | --- | --- | --- | --- | --- | --- | --- | --- | --- | --- | --- | --- | --- | --- | --- | --- |
| Ermengarde av Tours Ermengarde de Tours | Ermengarde av Tours Ermengarde de Tours | | | Lothar I | Lothar I | 804 i Alsace dotter till greve Hugo III av Tours | 804 i Alsace dotter till greve Hugo III av Tours | 15 oktober 821 tysk-romersk kejsarinna, då maken hade blivit Ludvig den frommes medkejsare 817 11 augusti 843 drottning av Mellanfrankiska riket genom fördraget i Verdun | 15 oktober 821 tysk-romersk kejsarinna, då maken hade blivit Ludvig den frommes medkejsare 817 11 augusti 843 drottning av Mellanfrankiska riket genom fördraget i Verdun                                                                                                | 15 oktober 821 tysk-romersk kejsarinna, då maken hade blivit Ludvig den frommes medkejsare 817 11 augusti 843 drottning av Mellanfrankiska riket genom fördraget i Verdun                                                                                                | 15 oktober 821 tysk-romersk kejsarinna, då maken hade blivit Ludvig den frommes medkejsare 817 11 augusti 843 drottning av Mellanfrankiska riket genom fördraget i Verdun                                                                                                | 20 mars 851 | 20 mars 851 | 20 mars 851 | 20 mars 851 | | |
| Efter Lothar I:s död delades hans rike mellan hans tre söner. Denna delning kom att bestå och Mellanfrankiska riket återförenades inte. | | | | | | | | | | | | | | | | | |
| Ludvig II blev kung av Italien redan 839 och vid faderns död 855 blev han också tysk-romersk kejsare och behöll båda titlarna till sin död. När han 851 gifte sig med Engelberga blev hon därmed Italiens drottning och 855 tysk-romersk kejsarinna. Vid makens död 875 blev hon änka och mot slutet av sitt liv abbedissa (hon avled omkring 900).                       | Ludvig II blev kung av Italien redan 839 och vid faderns död 855 blev han också tysk-romersk kejsare och behöll båda titlarna till sin död. När han 851 gifte sig med Engelberga blev hon därmed Italiens drottning och 855 tysk-romersk kejsarinna. Vid makens död 875 blev hon änka och mot slutet av sitt liv abbedissa (hon avled omkring 900).                       | Ludvig II blev kung av Italien redan 839 och vid faderns död 855 blev han också tysk-romersk kejsare och behöll båda titlarna till sin död. När han 851 gifte sig med Engelberga blev hon därmed Italiens drottning och 855 tysk-romersk kejsarinna. Vid makens död 875 blev hon änka och mot slutet av sitt liv abbedissa (hon avled omkring 900).                       | Ludvig II blev kung av Italien redan 839 och vid faderns död 855 blev han också tysk-romersk kejsare och behöll båda titlarna till sin död. När han 851 gifte sig med Engelberga blev hon därmed Italiens drottning och 855 tysk-romersk kejsarinna. Vid makens död 875 blev hon änka och mot slutet av sitt liv abbedissa (hon avled omkring 900).                       | Ludvig II blev kung av Italien redan 839 och vid faderns död 855 blev han också tysk-romersk kejsare och behöll båda titlarna till sin död. När han 851 gifte sig med Engelberga blev hon därmed Italiens drottning och 855 tysk-romersk kejsarinna. Vid makens död 875 blev hon änka och mot slutet av sitt liv abbedissa (hon avled omkring 900).                       | Ludvig II blev kung av Italien redan 839 och vid faderns död 855 blev han också tysk-romersk kejsare och behöll båda titlarna till sin död. När han 851 gifte sig med Engelberga blev hon därmed Italiens drottning och 855 tysk-romersk kejsarinna. Vid makens död 875 blev hon änka och mot slutet av sitt liv abbedissa (hon avled omkring 900).                       | Vid faderns död fick Lothar II norra halvan av riket, som efter honom kom att kallas Lothringen. Han blev hertig av Lothringen och ungefär samtidigt gifte han sig med Teutberga, som blev hertiginna. | Vid faderns död fick Lothar II norra halvan av riket, som efter honom kom att kallas Lothringen. Han blev hertig av Lothringen och ungefär samtidigt gifte han sig med Teutberga, som blev hertiginna. | Vid faderns död fick Lothar II norra halvan av riket, som efter honom kom att kallas Lothringen. Han blev hertig av Lothringen och ungefär samtidigt gifte han sig med Teutberga, som blev hertiginna. | Vid faderns död fick Lothar II norra halvan av riket, som efter honom kom att kallas Lothringen. Han blev hertig av Lothringen och ungefär samtidigt gifte han sig med Teutberga, som blev hertiginna.                                                                   | Vid faderns död fick Lothar II norra halvan av riket, som efter honom kom att kallas Lothringen. Han blev hertig av Lothringen och ungefär samtidigt gifte han sig med Teutberga, som blev hertiginna.                                                                   | Vid faderns död fick Lothar II norra halvan av riket, som efter honom kom att kallas Lothringen. Han blev hertig av Lothringen och ungefär samtidigt gifte han sig med Teutberga, som blev hertiginna.                                                                   | Den tredje sonen Karl övertog södra halvan av riket utom Italien, inklusive Provence och Burgund. Han blev kung av Burgund, men förblev ogift.                                                                                                   | Den tredje sonen Karl övertog södra halvan av riket utom Italien, inklusive Provence och Burgund. Han blev kung av Burgund, men förblev ogift.                                                                                                   | Den tredje sonen Karl övertog södra halvan av riket utom Italien, inklusive Provence och Burgund. Han blev kung av Burgund, men förblev ogift.                                                                                                   | Den tredje sonen Karl övertog södra halvan av riket utom Italien, inklusive Provence och Burgund. Han blev kung av Burgund, men förblev ogift. | Den tredje sonen Karl övertog södra halvan av riket utom Italien, inklusive Provence och Burgund. Han blev kung av Burgund, men förblev ogift. | Den tredje sonen Karl övertog södra halvan av riket utom Italien, inklusive Provence och Burgund. Han blev kung av Burgund, men förblev ogift. |
| Namn Svenska · Modern franska | Bild | Gift med | Födelse | Giftermål | Blev regentgemål | Upphörde att vara regentgemål | Död | Källor | Namn Svenska · Modern franska | Bild | Gift med | Födelse | Giftermål | Blev regentgemål | Upphörde att vara regentgemål | Död | Källor |
| Västfrankiska riket (sedermera Frankrike) | Västfrankiska riket (sedermera Frankrike) | Västfrankiska riket (sedermera Frankrike) | Västfrankiska riket (sedermera Frankrike) | Västfrankiska riket (sedermera Frankrike) | Västfrankiska riket (sedermera Frankrike) | Västfrankiska riket (sedermera Frankrike) | Västfrankiska riket (sedermera Frankrike) | Västfrankiska riket (sedermera Frankrike) | Östfrankiska riket (sedermera Tysk-romerska riket) | Östfrankiska riket (sedermera Tysk-romerska riket) | Östfrankiska riket (sedermera Tysk-romerska riket) | Östfrankiska riket (sedermera Tysk-romerska riket) | Östfrankiska riket (sedermera Tysk-romerska riket) | Östfrankiska riket (sedermera Tysk-romerska riket) | Östfrankiska riket (sedermera Tysk-romerska riket) | Östfrankiska riket (sedermera Tysk-romerska riket) | Östfrankiska riket (sedermera Tysk-romerska riket) |
| Ermentrude av Orléans Ermentrude d’Orléans | | Karl den skallige | 27 september 823 dotter till Odo av Orléans och Engeltrude av Paris | 14 december 842 | 11 augusti 843 makens trontillträde | 6 oktober 869 separerad men ej skild från maken 867, efter att han hade avrättat hennes bror efter ett uppror | 6 oktober 869 separerad men ej skild från maken 867, efter att han hade avrättat hennes bror efter ett uppror | | Emma av Altdorf Emma de Bavière | | Ludvig den tyske | Omkring 808 dotter till greve Welf I och Hedvig av Bayern | 827 | 11 augusti 843 makens trontillträde | 31 augusti 876 i Regensburg | 31 augusti 876 i Regensburg | |
| Richilde av Provence Richilde d'Ardennes | | Karl den skallige | Omkring 845 | 22 januari 870 | 22 januari 870 | 6 oktober 877 makens död | 2 juni 910 | | Emma av Altdorf Emma de Bavière | | Ludvig den tyske | Omkring 808 dotter till greve Welf I och Hedvig av Bayern | 827 | 11 augusti 843 makens trontillträde | 31 augusti 876 i Regensburg | 31 augusti 876 i Regensburg | |
| Richilde av Provence Richilde d'Ardennes | Vid Ludvig den tyskes död 876 delades hans rike mellan hans tre söner, men redan 882 hade det återigen förenats under den yngste, Karl den tjocke. | Karl den skallige | Omkring 845 | 22 januari 870 | 22 januari 870 | 6 oktober 877 makens död | 2 juni 910 | | | | | | | | | | |
| Adelaide av Paris Adélaïde de Frioul | | Ludvig den stammande | Mellan 855 och 860 | 875 | 6 oktober 877 makens trontillträde | 10 april 879 makens död | 18 november mellan 898 och 901 | | | | | | | | | | |
| Ludvig den stammandes båda samregerande söner Ludvig III och Karloman II var båda under 20 år, när de dog (882 respektive 884) och var aldrig gifta. Vid den senares död övertogs Västfrankiska riket av deras fars kusin Karl den tjocke, som i tre år därmed återförenade hela det Frankiska riket, innan han 887 blev avsatt i öster av sin brorson Arnulf av Kärnten. | Ludvig den stammandes båda samregerande söner Ludvig III och Karloman II var båda under 20 år, när de dog (882 respektive 884) och var aldrig gifta. Vid den senares död övertogs Västfrankiska riket av deras fars kusin Karl den tjocke, som i tre år därmed återförenade hela det Frankiska riket, innan han 887 blev avsatt i öster av sin brorson Arnulf av Kärnten. | Ludvig den stammandes båda samregerande söner Ludvig III och Karloman II var båda under 20 år, när de dog (882 respektive 884) och var aldrig gifta. Vid den senares död övertogs Västfrankiska riket av deras fars kusin Karl den tjocke, som i tre år därmed återförenade hela det Frankiska riket, innan han 887 blev avsatt i öster av sin brorson Arnulf av Kärnten. | Ludvig den stammandes båda samregerande söner Ludvig III och Karloman II var båda under 20 år, när de dog (882 respektive 884) och var aldrig gifta. Vid den senares död övertogs Västfrankiska riket av deras fars kusin Karl den tjocke, som i tre år därmed återförenade hela det Frankiska riket, innan han 887 blev avsatt i öster av sin brorson Arnulf av Kärnten. | Ludvig den stammandes båda samregerande söner Ludvig III och Karloman II var båda under 20 år, när de dog (882 respektive 884) och var aldrig gifta. Vid den senares död övertogs Västfrankiska riket av deras fars kusin Karl den tjocke, som i tre år därmed återförenade hela det Frankiska riket, innan han 887 blev avsatt i öster av sin brorson Arnulf av Kärnten. | Ludvig den stammandes båda samregerande söner Ludvig III och Karloman II var båda under 20 år, när de dog (882 respektive 884) och var aldrig gifta. Vid den senares död övertogs Västfrankiska riket av deras fars kusin Karl den tjocke, som i tre år därmed återförenade hela det Frankiska riket, innan han 887 blev avsatt i öster av sin brorson Arnulf av Kärnten. | Ludvig den stammandes båda samregerande söner Ludvig III och Karloman II var båda under 20 år, när de dog (882 respektive 884) och var aldrig gifta. Vid den senares död övertogs Västfrankiska riket av deras fars kusin Karl den tjocke, som i tre år därmed återförenade hela det Frankiska riket, innan han 887 blev avsatt i öster av sin brorson Arnulf av Kärnten. | Ludvig den stammandes båda samregerande söner Ludvig III och Karloman II var båda under 20 år, när de dog (882 respektive 884) och var aldrig gifta. Vid den senares död övertogs Västfrankiska riket av deras fars kusin Karl den tjocke, som i tre år därmed återförenade hela det Frankiska riket, innan han 887 blev avsatt i öster av sin brorson Arnulf av Kärnten. | Ludvig den stammandes båda samregerande söner Ludvig III och Karloman II var båda under 20 år, när de dog (882 respektive 884) och var aldrig gifta. Vid den senares död övertogs Västfrankiska riket av deras fars kusin Karl den tjocke, som i tre år därmed återförenade hela det Frankiska riket, innan han 887 blev avsatt i öster av sin brorson Arnulf av Kärnten. | Karloman hade 864 blivit sin fars medregent i Bayern och 877 även kung av Italien. Redan 879 fick han överlämna den italienska kungakronan till brodern Karl den tjocke och 880 dog han. Han gifte sig aldrig, så Bayern och Italien hade vid denna tid ingen drottning. | Karloman hade 864 blivit sin fars medregent i Bayern och 877 även kung av Italien. Redan 879 fick han överlämna den italienska kungakronan till brodern Karl den tjocke och 880 dog han. Han gifte sig aldrig, så Bayern och Italien hade vid denna tid ingen drottning. | Karloman hade 864 blivit sin fars medregent i Bayern och 877 även kung av Italien. Redan 879 fick han överlämna den italienska kungakronan till brodern Karl den tjocke och 880 dog han. Han gifte sig aldrig, så Bayern och Italien hade vid denna tid ingen drottning. | Ludvig den yngre blev kung av Sachsen, Franken och Thüringen och 880 även kung av Bayern efter Karloman. Från bröllopet den 29 november 874 till hans död 20 januari 882 var hans gemål Liutgard av Sachsen därmed drottning över dessa områden. | Ludvig den yngre blev kung av Sachsen, Franken och Thüringen och 880 även kung av Bayern efter Karloman. Från bröllopet den 29 november 874 till hans död 20 januari 882 var hans gemål Liutgard av Sachsen därmed drottning över dessa områden. | Ludvig den yngre blev kung av Sachsen, Franken och Thüringen och 880 även kung av Bayern efter Karloman. Från bröllopet den 29 november 874 till hans död 20 januari 882 var hans gemål Liutgard av Sachsen därmed drottning över dessa områden. | Vid faderns död blev den tredje brodern Karl den tjocke kung av Schwaben, Alemannien och Raetien. 879 tog han även över Italien från brodern Karloman och när brodern Ludvig den yngre dog 882 tog han även över resten av Östfrankiska riket. Hans gemål Rikardis blev därmed drottning över samma områden och även tysk-romersk kejsarinna, när Karl blev tysk-romersk kejsare 881. | Vid faderns död blev den tredje brodern Karl den tjocke kung av Schwaben, Alemannien och Raetien. 879 tog han även över Italien från brodern Karloman och när brodern Ludvig den yngre dog 882 tog han även över resten av Östfrankiska riket. Hans gemål Rikardis blev därmed drottning över samma områden och även tysk-romersk kejsarinna, när Karl blev tysk-romersk kejsare 881. | Vid faderns död blev den tredje brodern Karl den tjocke kung av Schwaben, Alemannien och Raetien. 879 tog han även över Italien från brodern Karloman och när brodern Ludvig den yngre dog 882 tog han även över resten av Östfrankiska riket. Hans gemål Rikardis blev därmed drottning över samma områden och även tysk-romersk kejsarinna, när Karl blev tysk-romersk kejsare 881. |
| Ludvig den stammandes båda samregerande söner Ludvig III och Karloman II var båda under 20 år, när de dog (882 respektive 884) och var aldrig gifta. Vid den senares död övertogs Västfrankiska riket av deras fars kusin Karl den tjocke, som i tre år därmed återförenade hela det Frankiska riket, innan han 887 blev avsatt i öster av sin brorson Arnulf av Kärnten. | Ludvig den stammandes båda samregerande söner Ludvig III och Karloman II var båda under 20 år, när de dog (882 respektive 884) och var aldrig gifta. Vid den senares död övertogs Västfrankiska riket av deras fars kusin Karl den tjocke, som i tre år därmed återförenade hela det Frankiska riket, innan han 887 blev avsatt i öster av sin brorson Arnulf av Kärnten. | Ludvig den stammandes båda samregerande söner Ludvig III och Karloman II var båda under 20 år, när de dog (882 respektive 884) och var aldrig gifta. Vid den senares död övertogs Västfrankiska riket av deras fars kusin Karl den tjocke, som i tre år därmed återförenade hela det Frankiska riket, innan han 887 blev avsatt i öster av sin brorson Arnulf av Kärnten. | Ludvig den stammandes båda samregerande söner Ludvig III och Karloman II var båda under 20 år, när de dog (882 respektive 884) och var aldrig gifta. Vid den senares död övertogs Västfrankiska riket av deras fars kusin Karl den tjocke, som i tre år därmed återförenade hela det Frankiska riket, innan han 887 blev avsatt i öster av sin brorson Arnulf av Kärnten. | Ludvig den stammandes båda samregerande söner Ludvig III och Karloman II var båda under 20 år, när de dog (882 respektive 884) och var aldrig gifta. Vid den senares död övertogs Västfrankiska riket av deras fars kusin Karl den tjocke, som i tre år därmed återförenade hela det Frankiska riket, innan han 887 blev avsatt i öster av sin brorson Arnulf av Kärnten. | Ludvig den stammandes båda samregerande söner Ludvig III och Karloman II var båda under 20 år, när de dog (882 respektive 884) och var aldrig gifta. Vid den senares död övertogs Västfrankiska riket av deras fars kusin Karl den tjocke, som i tre år därmed återförenade hela det Frankiska riket, innan han 887 blev avsatt i öster av sin brorson Arnulf av Kärnten. | Ludvig den stammandes båda samregerande söner Ludvig III och Karloman II var båda under 20 år, när de dog (882 respektive 884) och var aldrig gifta. Vid den senares död övertogs Västfrankiska riket av deras fars kusin Karl den tjocke, som i tre år därmed återförenade hela det Frankiska riket, innan han 887 blev avsatt i öster av sin brorson Arnulf av Kärnten. | Ludvig den stammandes båda samregerande söner Ludvig III och Karloman II var båda under 20 år, när de dog (882 respektive 884) och var aldrig gifta. Vid den senares död övertogs Västfrankiska riket av deras fars kusin Karl den tjocke, som i tre år därmed återförenade hela det Frankiska riket, innan han 887 blev avsatt i öster av sin brorson Arnulf av Kärnten. | Ludvig den stammandes båda samregerande söner Ludvig III och Karloman II var båda under 20 år, när de dog (882 respektive 884) och var aldrig gifta. Vid den senares död övertogs Västfrankiska riket av deras fars kusin Karl den tjocke, som i tre år därmed återförenade hela det Frankiska riket, innan han 887 blev avsatt i öster av sin brorson Arnulf av Kärnten. | Rikardis Richarde de Souabe | | Karl den tjocke | Mellan 840 och 843 dotter till Erchanger av Schwaben | 862 | 20 januari 882 makens tillträde som kung av hela Östfrankiska riket | November 887 makens avsättning | 18 september 896 | |
| Från december 884 till november 887 var Karl den tjocke alltså kung av både det Väst- och Östfrankiska riket och därmed var Rikardis alltså drottningen över områdena. I november 887 blev Karl avsatt i öster, men han förblev kung (och Rikardis därmed drottning) i väster till sin död 13 januari 888.                                                                | | | | | | | | | | | | | | | | | |
| Theodrata av Troyes Théodérade de Troyes | | Odo | 868 | 21 januari 891 eller 892 | 21 januari 891 eller 892 | 1 januari 898 makens död | 903 | | Uta Oda | | Arnulf av Kärnten | Omkring 874 | Okänt | Tidigast i november 887 makens trontillträde | 8 december 899 makens död | Före 903 | |
| Frederuna Frédérune | | Karl den enfaldige | Omkring 885 eller 887 | 16 april 907 | 16 april 907 | 10 februari 917 | 10 februari 917 | | Arnulf av Kärnten efterträddes av Ludvig barnet, som förblev ogift. Han blev också den siste frankiske kungen av Östfrankiska riket och efter honom följde Konrad I och de ottonska kungarna, som blev kungar av Tyskland.                                               | Arnulf av Kärnten efterträddes av Ludvig barnet, som förblev ogift. Han blev också den siste frankiske kungen av Östfrankiska riket och efter honom följde Konrad I och de ottonska kungarna, som blev kungar av Tyskland.                                               | Arnulf av Kärnten efterträddes av Ludvig barnet, som förblev ogift. Han blev också den siste frankiske kungen av Östfrankiska riket och efter honom följde Konrad I och de ottonska kungarna, som blev kungar av Tyskland.                                               | Arnulf av Kärnten efterträddes av Ludvig barnet, som förblev ogift. Han blev också den siste frankiske kungen av Östfrankiska riket och efter honom följde Konrad I och de ottonska kungarna, som blev kungar av Tyskland.                       | Arnulf av Kärnten efterträddes av Ludvig barnet, som förblev ogift. Han blev också den siste frankiske kungen av Östfrankiska riket och efter honom följde Konrad I och de ottonska kungarna, som blev kungar av Tyskland.                       | Arnulf av Kärnten efterträddes av Ludvig barnet, som förblev ogift. Han blev också den siste frankiske kungen av Östfrankiska riket och efter honom följde Konrad I och de ottonska kungarna, som blev kungar av Tyskland.                       | Arnulf av Kärnten efterträddes av Ludvig barnet, som förblev ogift. Han blev också den siste frankiske kungen av Östfrankiska riket och efter honom följde Konrad I och de ottonska kungarna, som blev kungar av Tyskland. | Arnulf av Kärnten efterträddes av Ludvig barnet, som förblev ogift. Han blev också den siste frankiske kungen av Östfrankiska riket och efter honom följde Konrad I och de ottonska kungarna, som blev kungar av Tyskland. | Arnulf av Kärnten efterträddes av Ludvig barnet, som förblev ogift. Han blev också den siste frankiske kungen av Östfrankiska riket och efter honom följde Konrad I och de ottonska kungarna, som blev kungar av Tyskland. |
| Eadgifu av Wessex Edwige de Wessex | | Karl den enfaldige | 902 eller 903 | 919 | 919 | 30 juni 922 makens avsättning | 26 september något år efter 951 eller 955 | | Arnulf av Kärnten efterträddes av Ludvig barnet, som förblev ogift. Han blev också den siste frankiske kungen av Östfrankiska riket och efter honom följde Konrad I och de ottonska kungarna, som blev kungar av Tyskland.                                               | Arnulf av Kärnten efterträddes av Ludvig barnet, som förblev ogift. Han blev också den siste frankiske kungen av Östfrankiska riket och efter honom följde Konrad I och de ottonska kungarna, som blev kungar av Tyskland.                                               | Arnulf av Kärnten efterträddes av Ludvig barnet, som förblev ogift. Han blev också den siste frankiske kungen av Östfrankiska riket och efter honom följde Konrad I och de ottonska kungarna, som blev kungar av Tyskland.                                               | Arnulf av Kärnten efterträddes av Ludvig barnet, som förblev ogift. Han blev också den siste frankiske kungen av Östfrankiska riket och efter honom följde Konrad I och de ottonska kungarna, som blev kungar av Tyskland.                       | Arnulf av Kärnten efterträddes av Ludvig barnet, som förblev ogift. Han blev också den siste frankiske kungen av Östfrankiska riket och efter honom följde Konrad I och de ottonska kungarna, som blev kungar av Tyskland.                       | Arnulf av Kärnten efterträddes av Ludvig barnet, som förblev ogift. Han blev också den siste frankiske kungen av Östfrankiska riket och efter honom följde Konrad I och de ottonska kungarna, som blev kungar av Tyskland.                       | Arnulf av Kärnten efterträddes av Ludvig barnet, som förblev ogift. Han blev också den siste frankiske kungen av Östfrankiska riket och efter honom följde Konrad I och de ottonska kungarna, som blev kungar av Tyskland. | Arnulf av Kärnten efterträddes av Ludvig barnet, som förblev ogift. Han blev också den siste frankiske kungen av Östfrankiska riket och efter honom följde Konrad I och de ottonska kungarna, som blev kungar av Tyskland. | Arnulf av Kärnten efterträddes av Ludvig barnet, som förblev ogift. Han blev också den siste frankiske kungen av Östfrankiska riket och efter honom följde Konrad I och de ottonska kungarna, som blev kungar av Tyskland. |
| Västfrankiska riket (sedermera Frankrike) | Västfrankiska riket (sedermera Frankrike) | Västfrankiska riket (sedermera Frankrike) | Västfrankiska riket (sedermera Frankrike) | Västfrankiska riket (sedermera Frankrike) | Västfrankiska riket (sedermera Frankrike) | Västfrankiska riket (sedermera Frankrike) | Västfrankiska riket (sedermera Frankrike) | Västfrankiska riket (sedermera Frankrike) | Östfrankiska riket (sedermera Tysk-romerska riket)\|} | Östfrankiska riket (sedermera Tysk-romerska riket)\|} | Östfrankiska riket (sedermera Tysk-romerska riket)\|} | Östfrankiska riket (sedermera Tysk-romerska riket)\|} | Östfrankiska riket (sedermera Tysk-romerska riket)\|} | Östfrankiska riket (sedermera Tysk-romerska riket)\|} | Östfrankiska riket (sedermera Tysk-romerska riket)\|} | Östfrankiska riket (sedermera Tysk-romerska riket)\|} | Östfrankiska riket (sedermera Tysk-romerska riket)\|} |
| Namn Svenska · Modern franska | Bild | Gift med | Födelse | Giftermål | Blev regentgemål | Upphörde att vara regentgemål | Död | Källor | Namn Svenska · Modern franska | Bild | Gift med | Födelse | Giftermål | Blev regentgemål | Upphörde att vara regentgemål | Död | Källor |

Efter Ludvig barnets död 911 var Västfrankiska riket det enda kvarvarande riket, som styrdes av frankiska kungar, fortfarande av den karolingiska ätten (även om Odo, Robert I och Rudolf var av den konkurrerande robertingska ätten). Karolingerna förblev på tronen fram till 987, då Hugo Capet blev den förste kungen av den capetingska ätten och den förste kungen av Frankrike. Dessa regenters gemåler var likaså de sista frankiska drottningarna och Hugo Capets gemål Adelheid av Akvitanien blev den första drottningen av Frankrike.
| Namn Svenska · Modern franska                 | Bild | Gift med                      | Födelse                                                                     | Giftermål     | Blev regentgemål                 | Upphörde att vara regentgemål | Död                                           | Källor |
| --------------------------------------------- | ---- | ----------------------------- | --------------------------------------------------------------------------- | ------------- | -------------------------------- | ----------------------------- | --------------------------------------------- | ------ |
| Beatrice av Vermandois Béatrice de Vermandois |      | Robert I                      | Omkring 880 dotter till greve Heribert I av Vermandois och Bertha av Morvis | 895           | 30 juni 922 makens trontillträde | 15 juni 923 makens död        | Efter 931                                     |        |
| Emma av Frankrike Emma de France              |      | Rudolf                        | 894 dotter till Robert I och Beatrice av Vermandois                         | 921           | 13 juli 923 makens trontillträde | 934                           | 934                                           |        |
| Gerberga av Sachsen Gerberge de Saxe          |      | Ludvig från andra sidan havet | 913 eller 914 dotter till Henrik I av Sachsen och Matilda av Sachsen        | Slutet av 939 | Slutet av 939                    | 10 september 954 makens död   | 3 februari 969 i Laon eller 5 maj 984 i Reims |        |
| Emma av Italien Emma d'Italie                 |      | Lothar                        | 948 dotter till Lothar II av Italien och Adelheid av Burgund                | 965           | 965                              | 2 mars 986 makens död         | Efter makens död, möjligen 1006               |        |
| Adelaide av Anjou Adélaïde d'Anjou            |      | Ludvig Lättingen              | Omkring 940, 945 eller 950 dotter till greve Fulk II av Anjou och Gerberga  | 982           | 2 mars 986 makens trontillträde  | 21 maj 987 makens död         | 1026, möjligtvis i Avignon                    |        |
| Namn Svenska · Modern franska                 | Bild | Gift med                      | Födelse                                                                     | Giftermål     | Blev regentgemål                 | Upphörde att vara regentgemål | Död                                           | Källor |

Efter Ludvig lättingens död utsågs hans farbror Karl av nedre Lothringen till regent, men kyrkan framförde istället Hugo Capet som kandidat, då denne både var av kungligt blod och hade visat sig vara en skicklig militär. Därmed tog Hugo över tronen som den förste Capetingern och den förste kungen av Frankrike. I och med detta blev hans gemål Adelheid av Akvitanien den första drottningen av Frankrike.